# Fouquières-lès-Béthune
Fouquières-lès-Béthune é uma comuna francesa na região administrativa de Altos da França, no departamento de Pas-de-Calais. Estende-se por uma área de 2,42 km². Em 2010 a comuna tinha 1 065 habitantes (densidade: 440,1 hab./km²).